# Aléxandros Zaïmis
Pour les articles homonymes, voir Zaimis.
Aléxandros Zaïmis (en grec moderne : Αλέξανδρος Ζαΐμης), né le 9 novembre 1855 à Athènes (Grèce) et mort à le 15 septembre 1936 à Vienne (Autriche) , est un homme politique grec, président de la République hellénique du 10 décembre 1929 au 10 octobre 1935. 
Il est issu d'une puissante famille de notables du nord du Péloponnèse, les Zaïmis, dont de nombreux membres ont exercé des fonctions importantes ; son père Thrasybule a ainsi été deux fois premier ministre. Sa mère Hélène appartient à la famille Mourousis.

## Biographie
Il est cinq fois Premier ministre, en 1897, 1899, 1901-1902, 1915, 1916 et 1917, puis président de la République de 1929 à 1935. Il fut également haut-commissaire de la Crète autonome de 1906 à 1908.